# さくら損害保険
さくら損害保険株式会社（さくらそんがいほけん、英称:Sakura Insurance Inc.）は、東京都に本社を置く日本の損害保険会社である。光通信の完全子会社。

## 概要
開業時は通信端末に生じた補償対象事故の修理費用に対して保険金を支払う「通信端末修理費用保険」の販売から事業を開始。以降、約定履行費用保険、団体傷害一時金保険、ネットトラブル弁護士費用保険と取り扱い保険種目を拡大している。

## 沿革
- 2017年12月 - 株式会社光通信の出資によりさくら損保設立準備株式会社設立。
- 2019年6月 - 資本金を20.1億円に増資（うち資本金10.1億円、資本準備金10億円）。
- 2019年6月28日 - 損害保険業の免許を取得し、社名をさくら損害保険株式会社に変更[1]。
- 2019年7月 - 営業開始。
- 2020年12月 - さくら少額短期保険株式会社の全株式を取得し完全子会社化。